# Joan Bruggink
Joan Titus Bruggink (Smilde, 1946) is een Nederlands beeldhouwer, schilder en graficus.

## Leven en werk
Joan Bruggink bezocht de LTS in Beilen en de UTS (werktuigbouwkunde) in de stad Groningen. Hij stapte over naar de beeldende kunst en studeerde aan de Academie Minerva in de Groningen en de Vrije Academie in Den Haag. Hij is bestuurslid van de Stichting Kunst- en Cultuur4daagse Midden-Drenthe
Bruggink werkt figuratief. Hij schildert en tekent in acryl, krijt, olieverf en potlood en maakt etsen en litho's. Hij maakt daarnaast beelden, die hij beschouwt als kleine monumentjes voor gewone mensen. Met Tine Mersmann kreeg hij opdracht van de gemeente Smilde voor de serie Beelden langs de vaart. Zij maakten elk twee beelden die werden geplaatst langs de Drentsche Hoofdvaart bij Bovensmilde, Smilde, Hijkersmilde en Hoogersmilde, de vier kernen van de in 1998 opgeheven gemeente.

## Werken (selectie)
- 1997-1999 Aarzeling, Kanaalweg bij de oude melkfabriek, Hoogersmilde
- 1997-1999 Voleinding, Kanaalweg, Bovensmilde
- 2008 De vrijwilliger, langs de Runde in Foxel

## Afbeeldingen

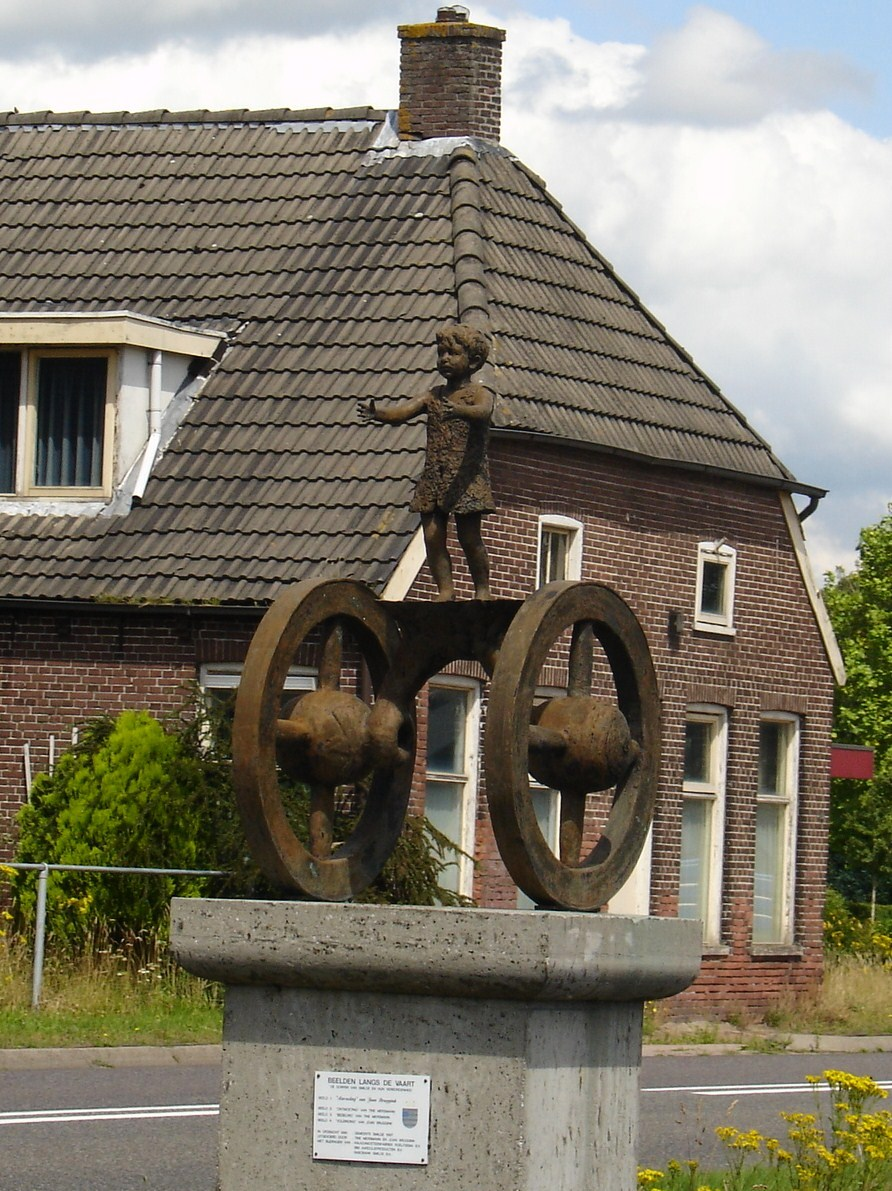
Aarzeling
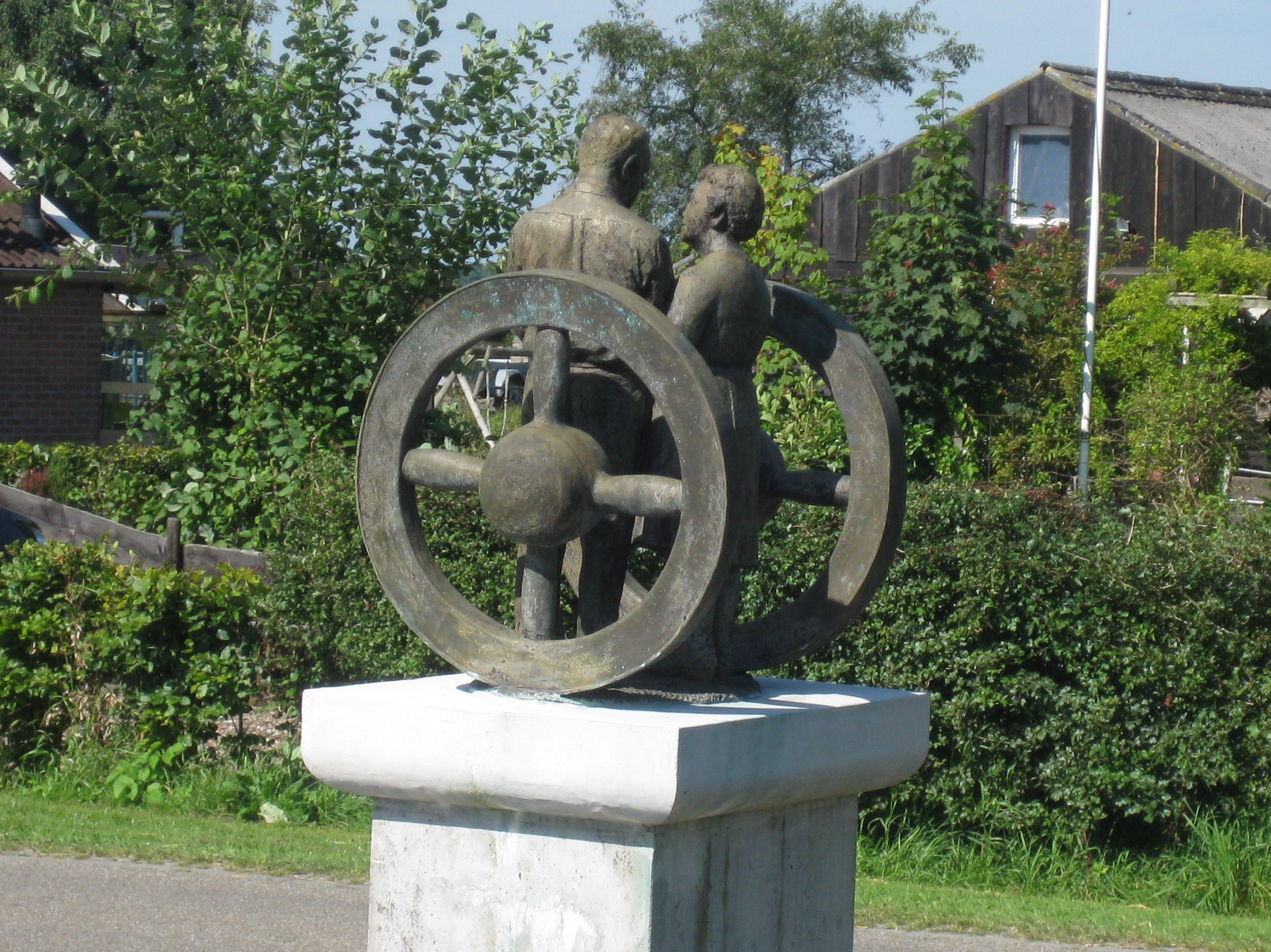
Voleinding